# Euphorbia eggersii
Euphorbia eggersii es una especie fanerógama perteneciente a la familia de las euforbiáceas.  Es originaria de la Hispaniola.

## Taxonomía
Euphorbia eggersii fue descrita por Ignatz Urban y publicado en Symbolae Antillanae seu Fundamenta Florae Indiae Occidentalis 1: 343. 1899.
Etimología
Euphorbia: nombre genérico que deriva del médico griego del rey Juba II de Mauritania (52 a 50 a. C. - 23), Euphorbus, en su honor – o en alusión a su gran vientre –  ya que usaba médicamente Euphorbia resinifera. En 1753 Carlos Linneo asignó el nombre a todo el género.
eggersii: epíteto otorgado en honor del botánico danés Henrik Franz Alexander von Eggers (1844-1903), quien recolectó plantas en las Antillas e Indias Occidentales y descubrió la especie en Santo Domingo.